# Wałerij Krywow
Wałerij Mychajłowycz Krywow (ukr. Вале́рій Миха́йлович Кри́вов, ur. 29 września 1951 w Krzyczewie lub Zaporożu, zm. 20 grudnia 1994 w Ługańsku) – ukraiński siatkarz, reprezentant Związku Radzieckiego, złoty medalista igrzysk olimpijskich, mistrzostw świata i mistrzostw Europy, trener.

## Życiorys
Krywow grał w reprezentacji Związku Radzieckiego w latach 1977–1980. Zdobył złote medale podczas mistrzostw Europy 1977 odbywających się w Finlandii i na mistrzostwach świata 1978 we Włoszech. Wystąpił na igrzyskach olimpijskich 1980 w Moskwie. Zagrał wówczas we wszystkich meczach fazy grupowej i zwycięskim pojedynku półfinałowym z Rumunią. Reprezentanci ZSRR zdobyli złoto po zwycięstwie w finale nad Bułgarią.
Był zawodnikiem klubu Zwiezda Woroszyłowgrad. W mistrzostwach ZSRR zajmował 2. miejsce w 1972 oraz 3. miejsce w 1976 i 1979. Tryumfował w Pucharze Europy Zdobywców Pucharów 1973.
Po zakończeniu kariery sportowej pracował jako trener. W latach 1990–1991 był trenerem męskiej reprezentacji Syrii, a od 1991 do 1994 klubu Dynamo Ługańsk.
Za osiągnięcia sportowe został w 1980 wyróżniony tytułem Zasłużony Mistrz Sportu ZSRR. Od 1999 w Ługańsku odbywa się memoriał siatkarski ku jego pamięci.